# Ban Xing
Ban Xing ou BX-1 (Chinois: 伴星 littéralement « satellite compagnon »), est un petit satellite de développement de technologies ayant la forme d'un carré de 40 cm de côté qui a été déployé depuis le vaisseau spatial Shenzhou 7 le 27 septembre 2008 à 11h27 UTC. Avant le déploiement, le satellite était monté sur le dessus du module orbital Shenzhou 7.

## But du satellite
Ce mini-satellite était équipé d'un petit dispositif de propulsion et de 2 caméras stéréo de 150 mégapixels chacune. Les tâches de ce satellite inclurent le test de la technologie des mini-satellites, l'observation et la surveillance du vaisseau spatial, et le test de la technologie de suivi et de l'approche utilisée pour les rendez-vous spatiaux et les amarrages. Cette dernière technologie sera utilisée lors du programme Shenzhou 8 et de son amarrage à la station orbitale Tiangong 1, le 3 novembre 2011.
Ban Xing prit des photos et des vidéos près du module orbital manœuvrant à environ 100 à 200 km de distance du vaisseau spatial. Après que le module de rentrée se soit séparé du module orbital et soit rentré dans l'atmosphère, le satellite a rattrapé le module spatial en orbite à l'aide d'un moteur fonctionnant à l'ammoniac liquide puis continua à orbiter autour du module spatial. Le mini-satellite fonctionnera pendant environ trois mois.
Quelques minutes après le lancement du BX-1, Shenzhou 7 passa à proximité de la Station spatiale internationale. Cela a provoqué quelques spéculations comme l'hypothèse que la Chine pourrait avoir profité de l'occasion de passer près de la station spatiale pour tester une technologie d'interception antisatellite « co-orbitale ».